# Così come mi viene
Così come mi viene è un singolo del cantautore italiano Francesco Gabbani, pubblicato il 16 maggio 2025 come quarto estratto dal sesto album in studio Dalla tua parte.

## Descrizione
Il brano, un inno alla libertà emotiva scritto dallo stesso cantautore con Claudio Gabelloni, Andrea Vittori e Luigi De Crescenzo, in arte Pacifico, è prodotto dai Room9 e già incluso come settima traccia dell'album Dalla tua parte, pubblicato il 21 febbraio 2025.

## Video musicale
Il video musicale, diretto da Filiberto Signorello, è stato pubblicato in concomitanza all'uscita del brano attraverso il canale YouTube del cantautore.

## Tracce
Testi di Francesco Gabbani, Claudio Gabelloni, Andrea Vittori e Luigi De Crescenzo, musiche di Francesco Gabbani, Gabriel Rossi, Lorenzo Pablo Santarelli, Luigi De Crescenzo, Marco Salvaderi e Matteo Cantaluppi.
1. Così come mi viene – 3:38

## Formazione
- Francesco Gabbani – voce
- Mattia Tedesco – chitarra, basso
- Pino Pischetola – masterizzazione, missaggio
- Room9 – batteria, tastiere, produzione